# Родриго Перес Понсе де Леон
Родриго Перес Понсе де Леон (исп. Rodrigo Pérez Ponce de León; ум. ок. 1354 г.) — кастильский дворянин из дома Понсе де Леон, сеньор де Пуэбла-де-Астуриас, Кангас, Тинео, Лас-Местас, Санта-Крус, Альканьисес, Кастрокальбон и Вальдерия, рыцарь Ордена Банды. Потомок короля Леона Альфонсо IX.

## Семейное происхождение
Второй сын Педро Понсе де Леона (+ 1314) и Санчи Хиль де Часим, а по отцовской линии он был внуком Фернана Переса Понсе де Леона, главного аделантадо на андалузской границе и сеньора Пуэбла-де-Астурия, и Урраки Гутьеррес де Менесес. А со стороны матери он был внуком португальских дворян Хиля Нуньеса де Часима и Марии Мартинес Зоте.
Среди его сестер были Хуаны Понсе де Леон, вышедшая в 1315 году замуж за Хуана Альфонсо Португальского, незаконнорожденного сына короля Португалии Диниша I; Изабель Понсе де Леон, вышедшей замуж за галисийского магната Педро Фернандеса де Кастро, внука короля Санчо IV Кастильского, и Уррака Понсе де Леон, вышедшая замуж за Энрике Энрикеса эль-Мозо, сеньора Вильяльба-де-лос-Баррос и правнука короля Фернандо III Кастильского.

## Биография

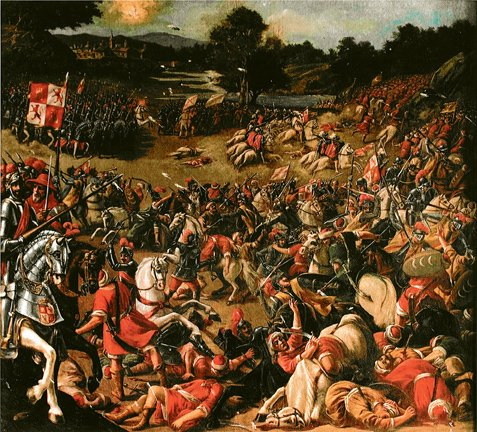
Битва при Саладо. Картина XVII века. (Монастырь Гуадалупе).

Дата его рождения неизвестна. Его отец, Педро Понсе де Леон (+ 1314), был сеньором Кангаса, Тинео и Ла-Пуэбла-де-Астурия, майордомом короля Фердинанда IV Кастильского, главный аделантадо Андалусии и главный аделантадо Галисии,
После смерти отца его имущество унаследовал его старший брат Фернандо Перес Понсе де Леон, и как последний, так и Родриго подтвердили многочисленные дипломы и королевские документы во время правления Альфонсо XI. Хотя в прошлые века некоторые историки указывали, что его старший брат умер в 1328 году. Хуан Луис Карриасо Рубио указал в 2002 году, основываясь на документах того времени, что его смерть должна была произойти в конце 1330 года, хотя он также заявил, что преемственность «уже готовилась несколько раньше».
В 1332 году Родриго перес Понсе де Леон в числе знантых вельмож королевства присутствовал на коронации короля Альфонсо XI, а затем он был посвящен в рыцари Ордена Банды.
В июне 1333 года кастильские магнаты, в том числе Альфонсо де ла Серда, Педро Фернандес де Кастро, Хуан Альфонсо де Альбуркерке и Родриго Перес Понсе де Леон встретились в Севилье с королем Альфонсо XI, который планировал во главе армии выступить на помощь Гибралтару, осажденному марининским султаном Абу аль-Хасаном ибн Усманом. Однако Гибралтар вынужден был капитулировать в июне 1333 года, за три дня до прибытия Альфонсо XI во главе кастильской армии.
В июне 1335 года Родриго Перес Понсе де Леон уступил в качестве приданого своей племяннице Урраке Альфонсо де Португал, дочери его сестры Хуаны и внучке короля Португалии Диниша I, места Фуэнтес и Аргамасилья и несколько домов в севильском муниципалитете Кармона.
Весной 1339 года Родриго Перес Понсе де Леон вместе с другими кастильскими магнатами сопровождал короля Альфонсо XI в военной экспедиции на Гранадский эмират, в ходе которой были разорены и опустошены земли Ронды и Антекеры.
В 1340 году марокканцы вторглись в Кастилию, разгромили 8 апреля в морском сражении эскадру адмирала Алонсо Хофре Тенорио, который погиб в этом сражении, и осадили города Тарифа.
В августе 1340 года Альфонсо XI призвал в Севилью кастильских магнатов, рыцарей, прелатов и магистров военных орденов, чтобы посоветоваться с ними по поводу войну с арабами. Сторонники короля предлагали выступить на помощь осажденному гарнизону Тарифы, а другие советовали отдать крепость арабам и добиться эвакуации городского гарнизона. Из-за подавляющего численного превосходства мусульман Альфонсо XI обратился за помощью к королю Португалии Афонсу IV и королю Арагона Педро IV.
30 октября 1340 года Родриго Перес Понсе де Леон в составе кастильской армии под командованием короля Альфонсо XI участвовал в разгроме Маринидов в битве при Саладо.
В 1341 году Альфонсо XI завоевал Алькала-ла-Реаль, Бенамехи и ряд других пограничных замков у Гранадского эмирата. Во время осады Приего-де-Кордова Родриго Перес Понсе де Леон присоединился к королевской армии.
В 1342—1344 годах Родриго Перес Понсе де Леон участвовал в осаде королем Кастилии Альфонсо XI города Альхесирас, который после почти трех лет осады капитулировал 26 марта 1344 года.
13 ноября 1344 года Родриго Перес Понсе де Леон участвовал в распределении имущества своих родителей вместе со своими сестрами Изабель Понсе де Леон, вдовой Педро Фернандеса де Кастро, и Урракой Понсе, вышедшей замуж за Энрике Энрикеса эль Мозо.
15 января 1346 года кафедральный капитул Овьедо назначил Родриго Переса Понсе пожизненным комендеро Вальдекарцаны.
В 1348 году Родриго основал майорат для своего возможного потомства и назначил душеприказчиком свою жену Изабель де ла Серду, а 1 сентября 1348 года он составил завещание в городе Сан-Мигель-де-Ласиана.
Некоторые историки в прошлые века указывали, что Родриго Перес Понсе де Леон должен был умереть до 26 мая 1354 года, а историки Сальвадор де Мохо и Хуан Луис Карриасо Рубио указывали, что он умер в 1354 году. Сальвадор де Мохо подчеркивал, что с его смертью пресеклась мужская линия старшей линии рода Понсе де Леон. Однако Антонио Санчес Гонсалес утверждал, что он, должно быть, умер около 1354 года и что на следующий день, 15 февраля 1355 года, его вдова завладела сеньориями Кастрокальбон и Вальдерия, которые позже перейдут в руки дома Мединасели, а затем дома Фриас.

## Брак
Около 1346 года Родриго Понсе женился на Изабель де ла Серда (ок. 1329 — ок. 1389), сеньоре де Пуэрто-де-Санта-Мария, дочери Луиса де ла Серда и Леонор Перес де Гусман, хотя у них не было потомства, поскольку, как указывал историк Педро де Саласар-и-Мендоса, он и его жена жили «как братья». В сентябре 1370 года вторым мужем Изабель стал Бернар де Фуа (+ 1381), 1-й граф де Мединасели.